# Jean-Emile Casanoue
Jean-Emile Casanoue, francoski general, * 1888, † 1955.